# Lâm sản

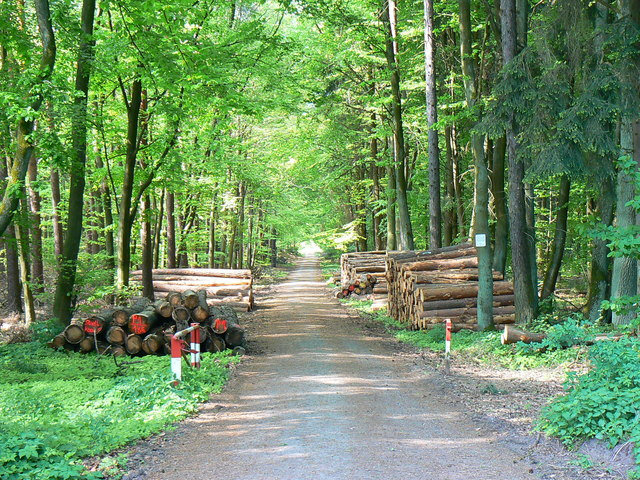
Khai thác lâm sản từ rừng

Lâm sản hay lâm thổ sản là một từ  có nguồn gốc Hán Việt dùng để chỉ các sản vật từ rừng và lâm nghiệp cho tiêu dùng trực tiếp hoặc sử dụng thương mại, chẳng hạn như gỗ, giấy, hoặc thức ăn cho gia súc. Cho đến nay thì gỗ luôn là lâm sản phổ biến nhất, được sử dụng cho nhiều mục đích như: nhiên liệu gỗ (ví dụ như trong hình thức than), các vật liệu cấu trúc thành phẩm dùng cho xây dựng các tòa nhà, hoặc làm nguyên liệu thô (bột giấy, ván dăm,...). Tất cả các sản phẩm ngoài gỗ khác có nguồn gốc từ các nguồn tài nguyên rừng, bao gồm một loạt các lâm sản khác được gọi chung là lâm sản ngoài gỗ.
Kể từ năm 1947, Tổ chức Lương thực và Nông nghiệp Liên Hợp Quốc (FAO) đã công bố một kỷ yếu hàng năm về lâm sản. The FAO Yearbook of Forest Products là một tài liệu chứa các dữ liệu thống kê về lâm sản cơ bản cho tất cả các nước và vùng lãnh thổ trên thế giới. Nó bao gồm hàng loạt các dữ liệu hàng năm về khối lượng sản xuất và khối lượng tiêu thụ và giá trị thương mại lâm sản. Thông tin thống kê trong niên giám thống chủ yếu dựa trên dữ liệu được cung cấp cho FAO bởi các quốc gia thông qua các câu hỏi hay ấn phẩm chính thức. Trong trường hợp không có số liệu chính thức, FAO làm cho một ước tính dựa trên các thông tin tốt nhất có sẵn.
FAO cũng xuất bản các cuộc khảo sát hàng năm về công suất bột giấy và sản xuất giấy trên thế giới. Các cuộc điều tra trình bày các thống kê về sản lượng giấy và bột giấy sản xuất theo quốc gia. Các thống kê dựa trên thông tin do phóng viên trên toàn thế giới, hầu hết trong số họ hoạt động trong các Hiệp hội giấy và bột giấy, và đại diện cho 85% sản lượng giấy của thế giới.